# Dimitris Plapoutas

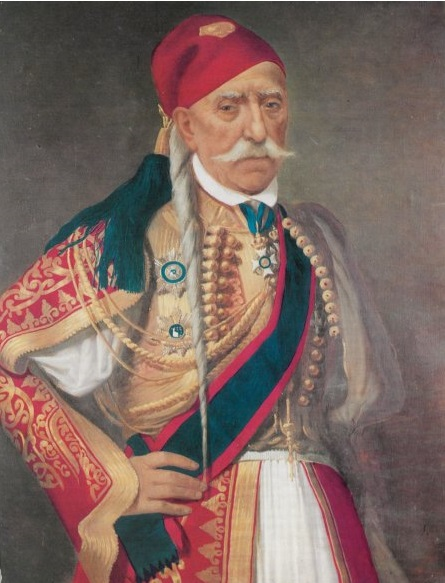
Dimitrios Koliopoulos Plapoutas, in der traditionellen Kleidung der Königlichen Phalanx

Dimitris „Koliopoulos“ Plapoutas (griechisch: Δημήτρης Κολιόπουλος Πλαπούτας; * 15. Mai 1786 in Paloumpa, Arkadien; † 5. Juli 1864 ebd.) oder Dimitrakis (Δημητράκης), war ein griechischer General und Freiheitskämpfer während der Revolution in Griechenland und später Politiker im Königreich Griechenland. Er war ein enger Verbündeter von Theodoros Kolokotronis und spielte in zahlreichen Schlachten eine entscheidende Rolle, insbesondere in der Schlacht von Valtetsi.

Signatur von Plapoutas

## Frühes Leben
Plapoutas stammte aus einer Familie mit militärischem Hintergrund.  Er war der Sohn von Kolias Plapoutas und seiner Frau Kyratso Georgi, er hatte zwei Geschwister.  Im Alter von 16 Jahren heiratete er eine Nichte von Theodoros Kolokotronis, namens Stekoula. Schon seit seiner Kindheit bzw. frühen Jugend war er mit der Kolokotronis-Familie eng verbunden, da er sich wegen seiner außerehelichen Beziehung mit seinem Vater gestritten hatte. 1806 wurde er mit seinem Vater bei den Säuberungen der Osmanen auf dem Peloponnes als Geisel genommen. 1811 ging er nach Zakynthos und trat der englischen Armee im hohen Range bei. Im Jahr 1818 wurde er als Kapo (Kommandant) von Klephten durch die mächtige Deligiannis-Familie eingesetzt, welche eine der einflussreichsten Familienclans zur Zeit war. Als aufstrebender Patriot wurde er in den Geheimbund Fliki Eteria aufgenommen.

## Beteiligung an der Griechischen Revolution
Zusammen mit seinem Vater und seinen Brüdern hisste Plapoutas 1821 in Gortynia die griechische Unabhängigkeitsflagge und versammelte eine Armee von 800 Kriegern. Von diesem Zeitpunkt an nahm er aktiv an zahlreichen großen Schlachten des griechischen Unabhängigkeitskrieges teil.

Fotografie von Plapoutas

Plapoutas kämpfte 1821 in der siegreichen Schlacht von Valtetsi zusammen mit Theodoros Kolokotronis, Nikitaras, Mitropetrovas und Anagnostaras. Plapoutas hatte eine eigene Armee, welche auf um die 1000 Mann beziffert war. 1821 kämpfte er außerdem in der Schlacht von Tripolitsa, in der die osmanischen Streitkräfte dezimiert wurden. Zusammen mit Kolokotronis‘ Sohn Ioannis Kolokotronis nahm er an fast jeder Schlacht auf dem Peloponnes teil. Er war der Erste, der Dramali 1822 mit seiner Armee außerhalb von Argos gegenüberstand, während Dramalis Expedition auf Morea. Plapoutas war auch bei der wichtigsten Schlacht des griechischen Unabhängigkeitskrieges, der Schlacht von Dervenakia, am kämpfen, wo er zusammen mit allen bekannten Generälen des Krieges den Griechen einen wichtigen Sieg bescherte und Dramalis Abstieg in den Süden Griechenlands mithin aufhielt.
Während beider Bürgerkriege in Griechenland wurden die Verbindungen zwischen Plapoutas und Kolokotronis vorübergehend unterbrochen. Im ersten Bürgerkrieg stellte er sich zwar auf die Seite von Kolokotronis, war aber ein Befürworter einer versöhnlichen Politik und unternahm Versöhnungsinitiativen der gegnerischen Fraktionen, die jedoch nicht erfolgreich waren. Dennoch schlossen sich Plapoutas und Kolokotronis mit Ibrahims Ankunft in Griechenland im Jahr 1825 wieder zusammen und besiegten Ibrahims Streitkräfte in vielen folgenden Schlachten.

## Nach der Griechischen Revolution
Nach der Unabhängigkeit Griechenlands diente Plapoutas Ioannis Kapodistrias treu und bekleidete mehrere politische Positionen. Plapoutas war 1832 Teil eines dreiköpfigen Ausschusses, weitere Mitglieder neben ihm waren Admiral Andreas Miaoulis und General Kostas Botsaris. Das Komitee hatte den Auftrag, nach München zu reisen, um dem König von Bayern (Ludwig I.) „die gemeinsame Freude des Volkes über die Besteigung Seiner Königlichen Hoheit Prinz Otto von Bayern auf dem königlichen Thron des Heimatlandes auszudrücken und sowohl die Ergebenheit als auch die Unterwerfung der Nation zu seinem König zu bekennen“. Am 9. Oktober 1832 traf sich das Komitee mit dem König von Bayern und König Otto I. Im Auftrag der griechischen Nationalversammlung überbrachte Plapoutas gemeinsam mit dem Komitee außerdem König Otto die Krone des jungen Staates Griechenland. Plapoutas begleitete den jungen König auf dem Weg von Ottobrunn nach Nafplion.

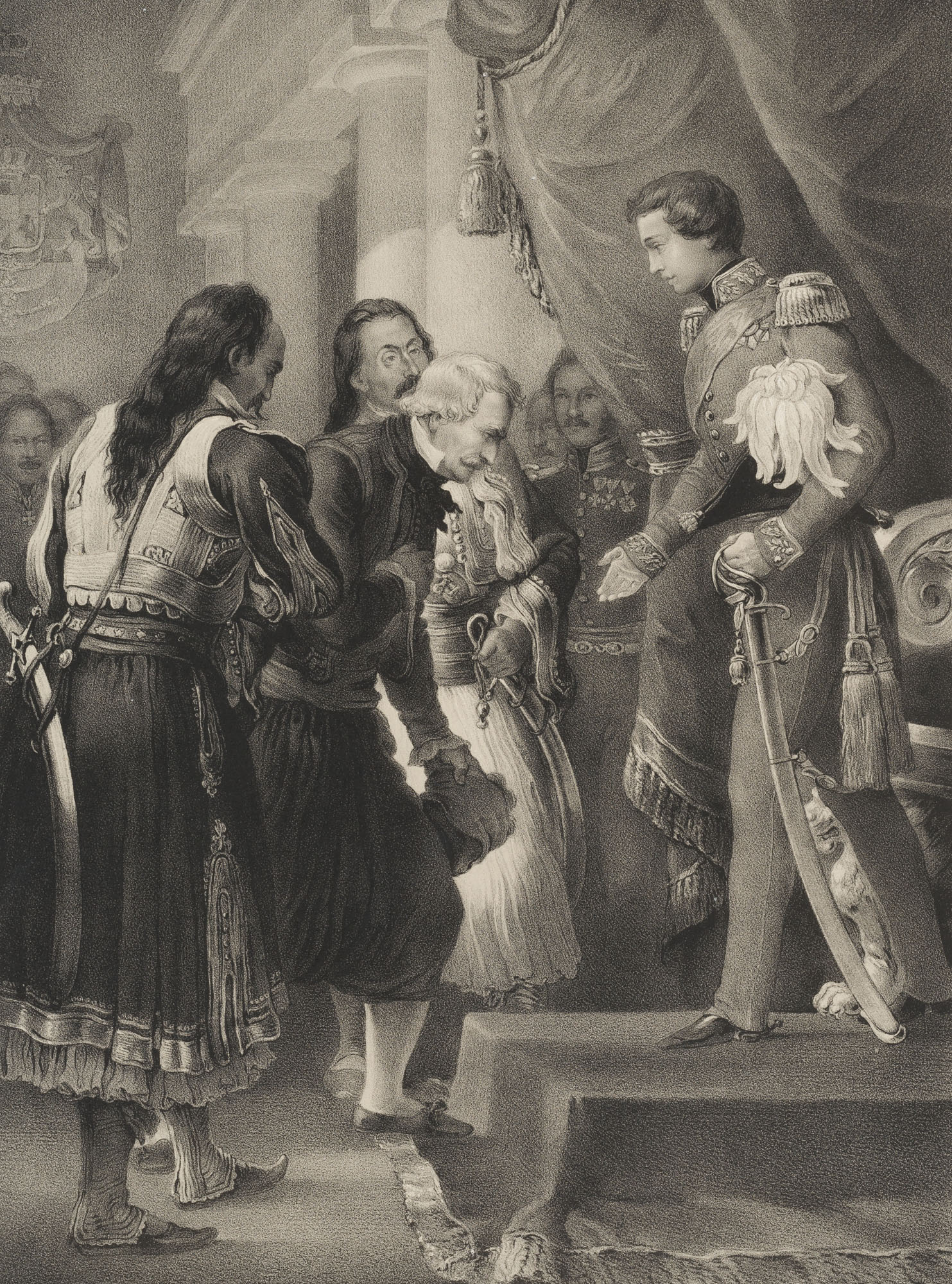
Die Mitglieder der griechischen Regierungs-Kommission huldigen König Otto I

Im Jahr 1834 werden Theodoros Kolokotronis und Dimitrios Plapoutas, wegen Verschwörung gegen die Regentschaft und Hochverrats angeklagt und anschließend zum Tod verurteilt. Einer der Richter dieses Urteils, Georgios Tertsetis, ist in Griechenland vor allem als einziger der beiden Richter bekannt, die sich weigerten, dem Druck der Regierung nachzugeben und zwei der einflussreichsten Generäle des griechischen Unabhängigkeitskrieges – Theodoros Kolokotronis und Dimitrios Plapoutas – zum Tode zu verurteilen, eine Tat, die später zum Exil des Richters führte. Die Strafe wird später in lebenslange Haft umgewandelt und kurz darauf aufgrund der Reaktion des Volkes auf 20 Jahre reduziert. Zum Fest der Volljährigkeit König Ottos I. ( 1. Juni 1835 ) werden sie amnestiert. Später wurde Plapoutas Senator und Parlamentsabgeordneter für Karitena sowie Adjutant von König Otto I.

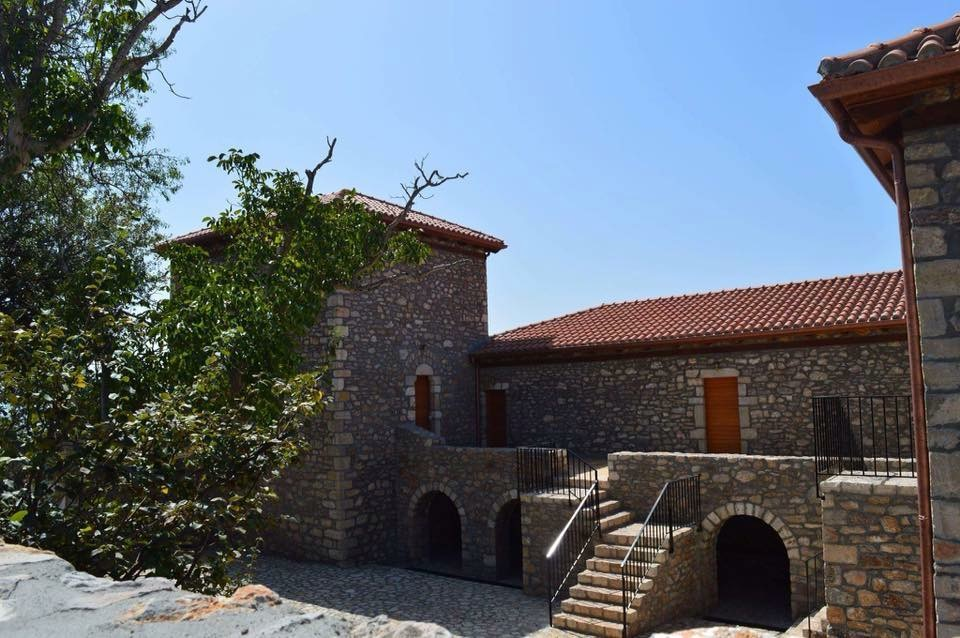
Das Anwesen von Plapoutas

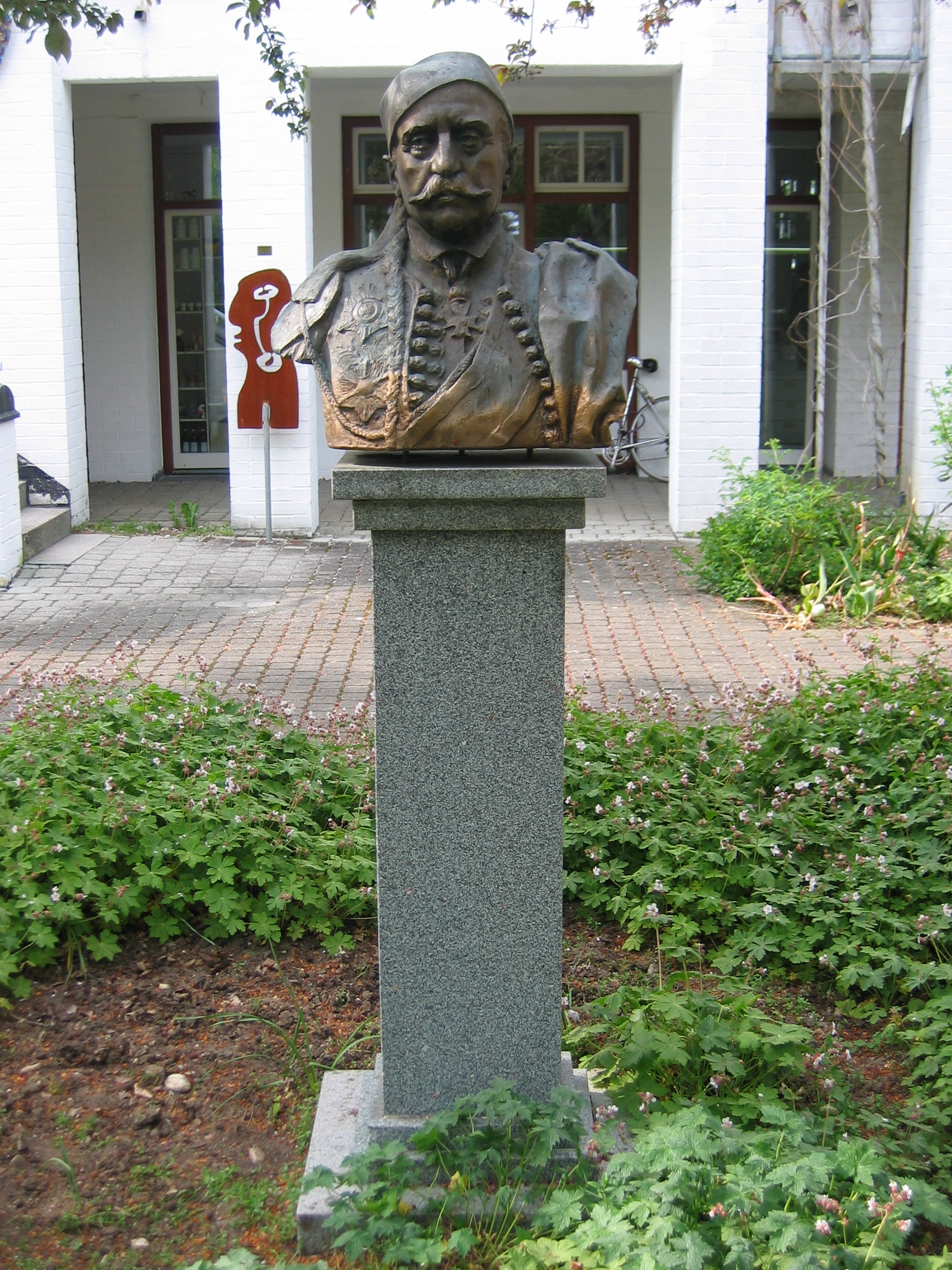
Denkmal in Ottobrunn von Dimitros Koliopoulos Plapoutas

In seinen Siebzigern, heiratete Plapoutas eine junge Frau in ihren Dreißigern. Sie bekamen eine Tochter, namens Athanasia. Kurz nach der Geburt des Kindes, starb Plapoutas.

## Vermächtnis
Das Haus von Plapoutas steht noch immer in seiner Heimatstadt (welches durch ein Erdbeben in den 1960er Jahren jedoch schwer beschädigt wurde).
Dimitris Plapoutas hat heute mindestens einen lebendigen Nachkommen aus fünfter Generation: Konstantinos Plapoutas (Κωνσταντίνος Πλαπούτας). Konstantinos bekleidet das Amt des Präsidenten eines Vereins, der sich für die Nachkommen der Freiheitskämpfer aus der Griechischen Revolution engagiert.
In Ottobrunn steht in der Nähe zum Otto-König-von-Griechenland-Museum eine Bronzebüste zu Ehren von Plapoutas, die der Gemeinde im Jahr 1988 von einem Nachfahren des Generals geschenkt wurde. Darüber hinaus ist Dimitris Plapoutas auf der Ottosäule eingraviert, neben seinen Begleitern Andreas Miaoulis und Konstantinos Botsaris.